# レモンチキン
レモンチキン（英語: Lemon chicken）あるいは檸檬鶏（れもんどり、繁体字中国語: 檸檬雞、拼音: níng méng jī、粤拼: ning4 mung1 gai1）は鶏肉とレモンを使った料理である。世界中で多く見られ、むしろ発祥国の中華人民共和国では滅多に見ることがない。

## バリエーション
広東の檸檬鶏は、鶏肉の唐揚げにレモンの絞り汁が入ったタレをかけた料理である。
カナダ風中華料理では、レモンチキンは鶏肉のソテーや唐揚げに濃厚で甘いレモン味のソースをかけた料理となっている。
香港のツェンワンにあるパンダ・ホテル（中国語:悅來酒店）の中華料理レストランでは、鶏肉にバターをかけて、細長く切ったアーモンドの中に転がし、油で揚げてレモンソースで和えた料理をレモンチキンとして提供している。
オーストラリアで有名なレモンチキンは、バターをかけた鶏肉を揚げて、レモンソースをかけた料理である。
イタリアではこれらの料理とは全く無関係な料理として、pollo al limoneと呼ばれるレモンチキンがある。この料理は、鶏肉を丸ごと白ワイン,レモンジュース,タイム,ミルポワと一緒にローストした物である。スペインでもイタリアのレモンチキンと似た料理でPollo al Romero con Limón y Piñonesと呼ばれる料理があり、レモンソース,松の実,ローズマリー,ハムと一緒にレモンチキンを丸ごとソテーした物となっている。
フランスで作られるレモンチキンは、通常ソースの中にディジョンマスタードを含んでおり、ローストポテトが添えられる。